# Anadolu Efes
Anadolu Efes, також відома як Efes Beverage Group, — турецька корпорація, зайнята у галузі харчової промисловості. Лідер турецького ринку пива та безалкогольних напоїв. Функціонує у формі публічної компанії.
Міжнародна корпорація, що через зареєстровану в Нідерландах компанію Efes Breweries International N.V. володіє пивоварними активами у низці країн Східної Європи. За сукупними обсягами продажів пива займає п'яте місце в Європі та 13-те у світі (2009).
Володіє контрольним пакетом акцій компанії Coca-Cola İçecek A.Ş. — підприємства з розливу безалкогольних напоїв компанії The Coca-Cola Company, яке працює на ринках 10 країн Середньої Азії та Близького Сходу і за сукупними обсягами виробництва цих напоїв займає шосту позицію у світі.

## Історія
Історія компанії розпочалася 1969 року, в якому її перші дві броварні, об'єднані в групу компаній Efes Beverage Group, розпочали випуск пива під торговельною маркою Efes. 1973 року виробничі активи поповнилися третім пивоварним підприємством. Протягом 1970-х та 1980-х років розвиток групи здійснювався шляхом розширення виробництва існуючих підприємств, будівництва потужностей з виробництва солоду та переробки хмелю, формування розгалуженої мережі дистрибуції на території Туреччини.
Протягом 1990-х років відбулося перетворення групи з орієнтованого виключно на внутрішній ринок виробника пива на корпорацію зі значно ширшим асортиментом продукції та виробничими і торговельними підрозділами на території іноземних країн. Основою для такої трансформації стало прийняте 1993 року стратегічне рішення про початок співробітництва з компанією The Coca-Cola Company щодо розливу продукції останньої на ринках країн СНД. Вже за два роки, у 1995, у рамках цієї співпраці почав роботу завод з розливу безалкогольних напоїв у Казахстані, а наступного року — такі ж підприємства в Азербайджані та Киргизстані. Використовуючи досвід роботи на зовнішніх ринках, отриманий при будівництві заводів з розливу продукції Coca-Cola, 1996 року група почала міжнародну експансію на пивному ринку, придбавши в рамках приватизації активи Карагандинського пивоварного заводу в Казахстані. Того ж року Efes Beverages Group викупила у The Coca-Cola Company 80% виробничих потужностей з розливу її продукції на території Туреччини.
Стрімкий розвиток бізнесу у 1990-х фінансувався за рахунок емісії акцій підприємств та дочірніх компаній групи. Бізнес, який в минулому був спільним підприємством родин Озильханів (Özilhan) та Язиджі (Yazıcı), почав поступово ставати публічною компанією. 1998 року для операційного управління закордонними пивоварними активами було зареєстровано компанію Efes Breweries International N.V. у Нідерландах і цей напрямок діяльності отримав прискореного розвитку. Того ж року було збудовано новий пивоварний завод в румунському Плоєшті, а в 1999 — у Москві (Росія). В подальшому будівництво нових та придбання існуючих броварень в іноземних країнах було одним з пріоритетних напрямків бізнесу турецької компанії.
Безпосередньо Anadolu Efes було утворено 2000 року шляхом злиття активів усіх підприємств групи, акції яких знаходилися в публічному обігу. Така консолідація активів дозволила отримати доступ до фінансування на вигідніших умовах і усі напрямки діяльності компанії розвивалися прискореними темпами. Наприкінці 2000-х компанія увійшла до п'ятірки найбільших виробників пива в Європі, річні обсяги виробництва якого усіма підприємствами Anadolu Efes 2008 року сягнули 225 мільйонів декалітрів.
Провідне пиво Efes Pilsen отримало численні винагороди на багатьох міжнародних змаганнях рейтингів пива. Бренд був багато разів нагороджений Золотою, Срібною та Бронзовою преміями Міжнародного інституту якості Монд Селексион фр. Monde Selection, що є визнанням його незмінно високої якості.

## Напрямки діяльності
Діяльність компанії Anadolu Efes умовно поділяється на три стратегічні напрямки, кожен з яких має зіставний внесок до сукупного валового доходу, — пивоваріння на внутрішньому турецькому ринку, закордонна пивоварна діяльність та виробництво безалкогольних напоїв.

### Пивоваріння в Туреччині

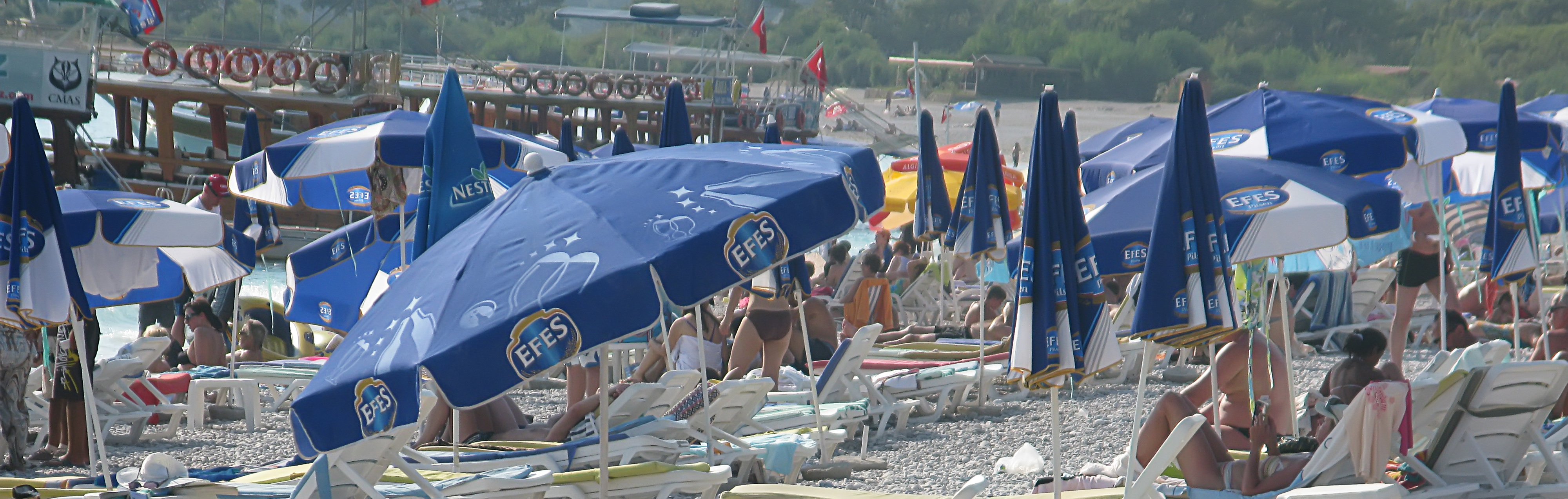
Рекламні парасольки Efes на турецькому пляжі.

Історично перший напрямок діяльності компанії, започаткований 1969 року. За цей час сукупні обсяги виробництва пива Anadolu Efes на внутрішньому ринку зросли з 3 до 85 мільйонів декалітрів на рік. Наразі пивоварні активи в Туреччині включають п'ять броварень у різних містах країни, а також дві солодовні і одне підприємство з переробки хмелю. Збут продукції здійснюється через власну мережу дистрибуції в пріоритетних регіонах, а також через мережу ексклюзивних дилерів в інших частинах країни.
Компанія є безумовним лідером турецького ринку пива, її ринкова частка за власними оцінками сягає 89 % (2009). Провідною торговельною маркою на внутрішньому ринку є бренд Efes, продукція якого крім Туреччини реалізується на ринках 60 іноземних країн, а також виробляється за ліцензією на закордонних підприємствах Anadolu Efes.
Крім цього підприємства компанії виробляють пиво низки місцевих брендів, а також на ліцензійних умовах здійснюють виробництво і продаж на внутрішньому ринку пива міжнародних торговельних марок, зокрема таких як Miller Genuine Draft, Beck's та Foster's.

### Пивоваріння на зовнішніх ринках
Через зареєстровану в Нідерландах корпорацію Efes Breweries International N.V. володіє пивоварними активами у низці країн колишнього СРСР та у Сербії. Більшість зовнішніх ринків, на яких оперує турецька компанія, з точки зору світового пивного ринку розглядаються як другорядні через порівняно невелику ємність, однак провідні позиції підприємств Anadolu Efes на цих ринках дозволяють забезпечувати високий рівень фінансової віддачі від цього напрямку діяльності. На ринку ж Росії позиції турецької компанії є не такими потужними, однак тут високі фінансові результати забезпечуються надзвичайною ємністю російського ринку.
Сукупні обсяги виробництва пива іноземними підрозділами Anadolu Efes сягають 136 мільйонів декалітрів, левова частка яких припадає на підприємства у Росії. На кожному національному ринку забезпечується просування низки локальних пивних брендів, а також реалізація пива під провідним турецьким брендом Efes.

#### Україна
В Україні Anadolu Efes володіла пивоварним підприємством «Сармат» у Донецьку. Турецька компанія отримала цей актив на початку 2012 року в результаті домовленості з його попереднім власником, міжнародним пивоварним гігантом SABMiller. Відповідно до умов домовленості Anadolu Efes отримав пивні активи SABMiller в Україні та Росії в обмін на 24 % власних акцій, збільшивши відповідним чином свій статутний капітал.

#### Російська Федерація

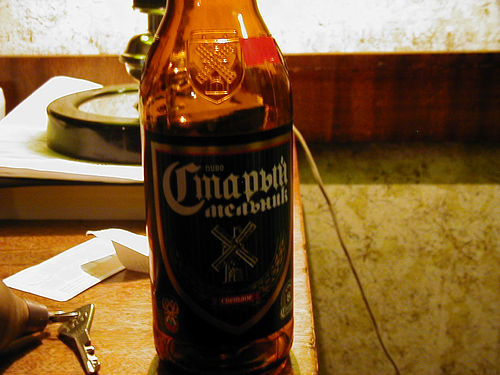
Пляшка пива «Старый Мельник» (Росія).

Турецька компанія вийшла на російський пивний ринок 1999 року, в якому у столиці країни було збудовано пивоварний завод «Москва-Efes». Згодом виробничі активи турецької компанії в Росії розширювалися і на сьогодні включають п'ять пивоварних заводів — в Москві, Уфі, Ростові-на-Дону, Казані та Новосибірську. За сукупними обсягами виробництва пива підприємства Anadolu Efes у Росії входять до п'ятірки провідних пивоварених груп країни, займаючи за цим показником четверту позицію та утримуючи 10 % національного пивного ринку.
З огляду на значну ємність ринку пива Росії, який оцінюється як третій за розміром національний пивний ринок у світі, у натуральному виразі саме Російська Федерація є найважливішим ринком збуту для Anadolu Efes. Сукупні виробничі потужності підприємств компанії у Росії становлять 202 мільйони декалітрів пива, обсяги реалізації продукції у 2009 році сягнули 107 мільйонів декалітрів.
Турецькому пивоварному гіганту належить низка російських торговельних марок пива, дві з яких — «Старый Мельник» та «Белый Медведь» — займають відповідно 4-те та 5-те місця за популярністю на ринку Росії. Крім того розливається пиво локальних брендів та здійснюється ліцензійне виробництво пива міжнародних торговельних марок Efes, Bavaria, Warsteiner та Sol.

#### Казахстан

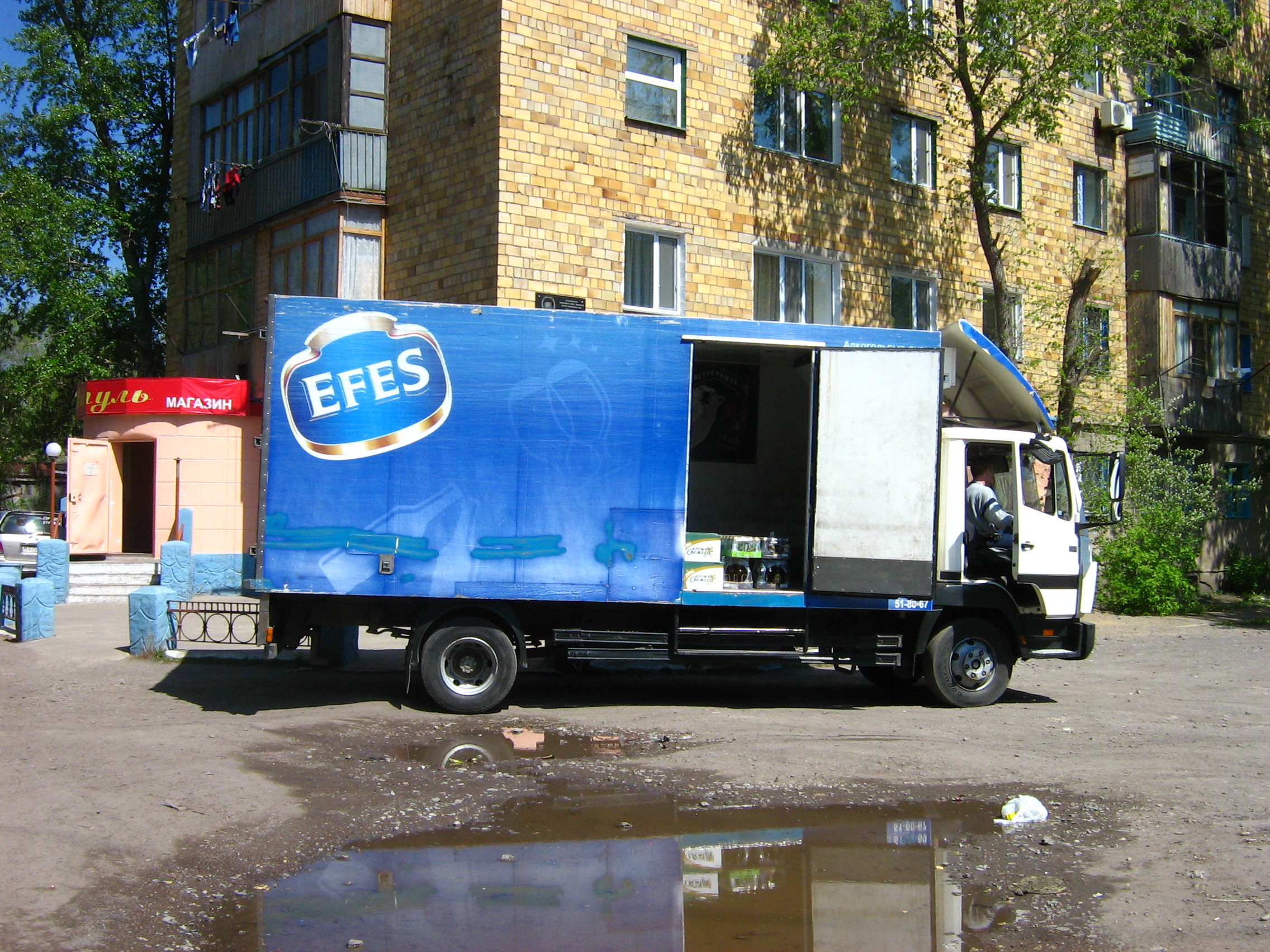
Вантажівка з рекламою Efes у Караганді, Казахстан

В Казахстані Anadolu Efes володіє Карагандинським пивоварним заводом, який був придбаний 1996 року та став першим закордонним пивоварним активом компанії. З роками виробництво на підприємстві модернізувалося та розширювалося, наразі воно займає другу позицію за обсягами продажів на національному ринку, станом на 2009 наростило власну ринкову частку до 35 %.
Провідною торговельною маркою компанії на казахському ринку є бренд «Карагандинское», крім нього виробляється пиво низки локальних торговельних марок, а також декількох міжнародних та російських брендів.

#### Молдова
На молдовський ринок турецька компанія вийшла 2003 року, придбавши контрольний пакет акцій кишинівського пивоварного комбінату «Vitanta-Intravest». Наразі компанія, яку було перейменовано на Efes Vitanta Moldova Brewery, є безумовним лідером місцевого ринку, її частка в обсягах проданого в Молдові пива у 2009 році становила 69 %.
Провідним брендом на ринку Молдови є пиво Chişinău. Пиво міжнародних та російських брендів на територію країни імпортується.

#### Грузія
Географію міжнародного бізнесу Anadolu Efes було розширено на територію Грузії на початку 2008 року, коли турецька компанія придбала активи спільного підприємства Lomisi, яке вже на той час було найбільшим виробником пива в країні. Вже протягом перших років діяльності турецької компанії у Грузії її частка на місцевому ринку пива збільшилася з 47% у 2008 році до 57% у 2009.
Основним брендом підприємства, виробничі потужності якого становлять 7 мільйонів декалітрів на рік, є торговельна марка Natakhtari.

#### Сербія
Протягом 2003–2004 років Anadolu Efes придбала дві броварні на території Сербії, у Панчево та Заєчарі, ставши третім за обсягами виробництва гравцем на місцевому ринку пива. 2008 року нею було досягнуто домовленості з міжнародною пивоварною корпорацією Heineken International про об'єднання пивоварних активів у Сербії з утворенням спільного підприємства «Об'єднані сербські пивоварні». Наразі турецька компанія лишається одним зі співвласників цього спільного підприємства.

### Виробництво безалкогольних напоїв
Вихід компанії на ринок безалкогольних напоїв відбувся 1993 року з укладанням угоди з The Coca-Cola Company щодо розливу її продукції на території країн Середньої Азії. Наразі співробітництво з Coca-Cola продовжує складати основу цього напрямку діяльності Anadolu Efes, який вона реалізовує через виокремлений підрозділ Coca-Cola İçecek A.Ş.. Наразі турецька компанія викупила виробничі підрозділи з розливу продукції Coca-Cola у Туреччині, забезпечує розлив, дистрибуцію та продажі такої продукції на ринках Пакистану, Казахстану, Азербайджану, Киргизстану, Туркменістану, Таджикистану, Йорданії, Іраку та Сирії. На цих національних ринках турецька компанія утримує першу або другу позицію за обсягами продажів прохолоджувальних напоїв.
Основу асортименту безалкогольної продукції Anadolu Efes складають напої торговельних марок компанії Coca-Cola, за обсягами розливу яких компанія утримує 6-е місце у світі. Крім цього у Туреччині виробляються газовані та негазовані напої, а також соки низки власних торговельних марок.